# Stepping (danse)
 (septembre 2023).
Si vous disposez d'ouvrages ou d'articles de référence ou si vous connaissez des sites web de qualité traitant du thème abordé ici, merci de compléter l'article en donnant les références utiles à sa vérifiabilité et en les liant à la section « Notes et références ».

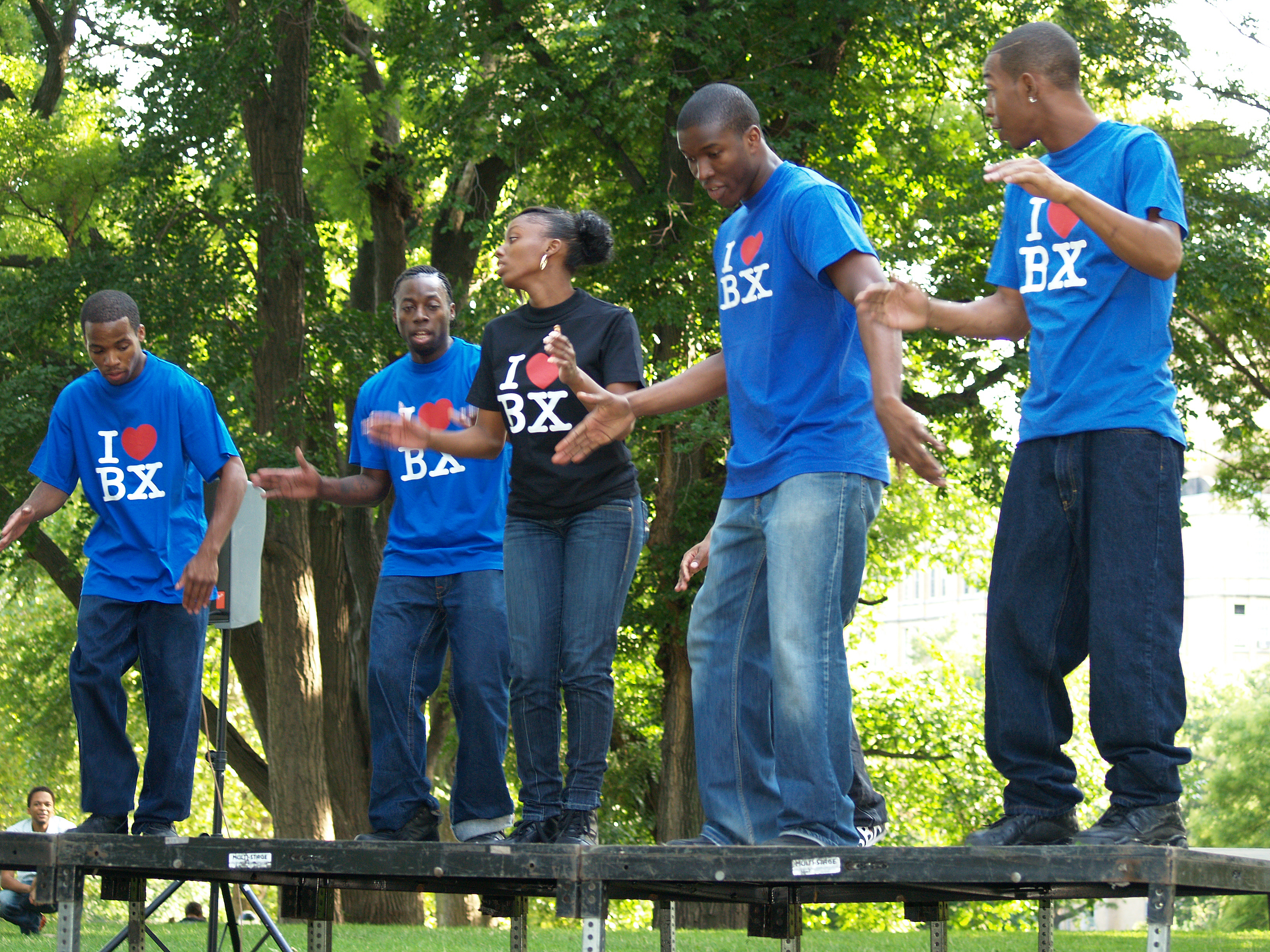
La troupe P.L.A.Y.E.R.S. Club Steppers du Bronx, des danseurs de step qui se sont produits à la Maison-Blanche.

Le step, step-dancing ou stepping (un type de claquettes) est une forme de danse percussive dans la culture afro-américaine. Le corps entier du participant est utilisé comme instrument pour produire des rythmes et des sons complexes à travers un mélange de pas, de paroles et de applaudissements. Bien que le stepping puisse être exécuté par un individu, il est généralement exécuté par des groupes de trois personnes ou plus, souvent dans des dispositions qui ressemblent à des formations militaires.
Le stepping peut également s'inspirer d'éléments de gymnastique, de breakdance, de claquettes, de marche ou de danse africaine et caribéenne, ou inclure des cascades dans le cadre de prestations individuelles. La vitesse du step dépend du rythme souhaité des interprètes. Certaines formes de stepping incluent l'utilisation d'accessoires, tels que des cannes, des bâtons rythmiques et/ou du feu et des bandeaux pour les yeux.
Le stepping trouve ses origines dans une combinaison d'exercices militaires rapprochés et d'exercices d'exposition. Il s'inspire également à l'origine des prestations scéniques et des mouvements de groupes R'n'B populaires tels que The Temptations et The Four Tops. Au milieu du XXe siècle, les fraternités et sororités historiquement noires sur les campus universitaires des États-Unis chantaient et scandaient traditionnellement pour célébrer le « passage » vers l'adhésion à leurs organisations respectives. Le stepping est également pratiqué par les écoles, les églises, les équipes de pom-pom girls et les équipes d'exercices.
La tradition du stepping est enracinée dans les rituels de chant et de danse compétitifs des cours d'école pratiqués par les fraternités et sororités historiquement afro-américaines, à partir des années 1900[réf. nécessaire].

## Histoire
Le stepping acquiert son style percussif distinctif après la rébellion de Stono de 1739 en Caroline du Sud. Là-bas, 20 esclaves organisent une rébellion près des rives de la rivière Stono, frappant sur des tambours tout en marchant dans les rues. Le bruit a attiré une foule plus importante d'esclaves qui ont rejoint la révolution, ainsi que de colons blancs qui ont tué la plupart des rebelles. Par la suite, les législateurs ont interdit le tambour ainsi que le droit d’en posséder un, afin de l’éliminer comme source de communication entre les esclaves. À la suite de l’interdiction, la forme de danse percussive (connue aujourd’hui sous le nom de stepping) a commencé à émerger alors que les esclaves remplaçaient les tambours par leur corps,.
Au début des années 1900, la création des fraternités étudiantes (organisations grecques) noires a changé, pour adopter le style que beaucoup reconnaissent aujourd’hui. Les fraternités et sororités NPHC avaient des « chants grecs », et cette tradition a progressivement été utilisée pour célébrer les initiations au monde grec. Les chapitres se réunissaient sur le campus et chantaient des chansons édifiantes et applaudissaient à propos de leur fraternité ou de leur sororité. Plus tard, lorsque les Grecs chantaient des chansons, ils ajoutaient des mouvements tels que marcher en cercle et applaudir. Les sororités chantaient des chansons jusqu'au début des années 80, et toutes les sororités ont encore des chansons traditionnelles qu'elles chantent aujourd'hui. Pendant ce temps, les fraternités commençaient à ajouter du mouvement à leurs chants. Plus tard, les « chants grecs » sont devenus des « spectacles grecs » qui constituaient un événement majeur et le sont encore aujourd'hui. La première exposition grecque officielle a eu lieu à l'Université Howard en 1976. Le stepping a été popularisé par les organisations membres du National Pan-Hellenic Council qui rendent hommage à leurs organisations historiques de lettres grecques et se produisent également lors de concours locaux et nationaux. Le stepping est devenu populaire parmi les organisations grecques pour montrer leur esprit et leur fierté envers leur fraternité ou leur sororité.
Les routines de step les plus populaires ont été transmises, et de nombreuses chansons sont encore utilisées et conservées dans les archives historiques de chaque fraternité et sororité. Souvent, une performance de stepping se termine ou intègre l'utilisation d'un chant associé à l'organisation respective. Un chant est une chanson dont la formulation ou le rythme est spécifique à cette organisation. Chaque organisation particulière a la sienne.
Au fil du temps, de plus en plus d’organisations ont pris des mesures pour perpétuer cette passion grandissante ; cependant, certaines étapes et mouvements ont été créés et sont considérés comme une signature pour des organisations particulières. Par exemple, « The Alpha Train » est un incontournable d'Alpha Phi Alpha, « The Q Hop » est originaire de la fraternité Omega Psi Phi, « The Nut Cracker » est unique à la fraternité Phi Beta Sigma, « The Dove » est unique à Zeta. La sororité Phi Beta et « The Poodle Prance » est un mouvement signature de la sororité Sigma Gamma Rho.
En 2019, le stepping a fait progresser ses mouvements avec la création de World of Step, une communauté internationale axée sur l'adoption de l'inclusivité du step, défini comme l'utilisation de votre corps comme instrument pour créer du son. Une fois établi, il a ouvert ses portes en reliant Haka, Zapateo (es) peruano, culture Taïnos, danse irlandaise et bien plus encore. Il s'agit désormais de la plus grande compétition au monde avec des opérations aux États-Unis, au Sénégal et en Belgique ainsi qu'une participation de plus d'un million de voix[réf. nécessaire].
Alors que la poussée du step devient inclusive dans le monde de la danse, le bureau des droits d'auteur dispose d'un langage officiel du stepping appelé : Système Remo, créé sous la compagnie Art of Stepping qui enseigne le step-dancing à travers un langage écrit. De plus, en 2019, la toute première application mobile Step permettant de prendre en charge le vocabulaire du step a été lancée sur l'application Android[réf. nécessaire].

## Concours
Le premier concours de stepping diffusé à l'échelle nationale, STOMP, diffusé en 1992, a été créé par Frank Mercardo Valdes, produit par le World African Network et Vic Bulluck et chorégraphié par Vernon Jackson et Jimmy Hamilton de la fraternité Alpha Phi Alpha, chapitre Pi Kappa. Encore une fois, ils étaient également connus sous le nom de Step by Step Stomp, diffusé de 1992 à 1996[réf. nécessaire].
La compétition internationale World of Step est la plus grande compétition de step qui inclut les pays suivants : États-Unis, Espagne, Pérou, Sénégal, Corée, Kenya, Canada, Belgique avec une expansion en Italie et en Irlande qui a été créée par Jessica 'REMO' Saul, Fondatrice d'Art of Stepping et membre de la sororité Omega Phi Beta[réf. nécessaire].

## Influence croissante dans d'autres cultures
Le stepping est un spectacle complexe qui fusionne les traditions folkloriques avec la culture populaire et implique des mouvements de percussion, des chants, des paroles, des chants et du théâtre synchronisés. Développé par les fraternités et sororités afro-américaines, il est désormais pratiqué dans le monde entier. Par exemple, la tradition a été imitée par des fraternités et sororités latino-américaines telles que la fraternité Lambda Sigma Upsilon et la sororité Omega Phi Beta qui a été dirigée et créée par Jessica 'REMO' Saul, fondatrice d'Art of Stepping, World of Step et World of Step Media. Cela a conduit à une augmentation de la participation des organisations latino-grecques aux événements de step, avec des groupes ajoutant souvent des influences de la salsa, du merengue, de la bachata, ainsi que d'autres musiques traditionnellement latino. Les Latino-Grecs se produisent dans davantage de spectacles de step, de concours de promenade et d'activités sociales sur les campus universitaires à travers les États-Unis. Le stepping a également été imité par les fraternités et sororités blanches, multiculturelles et asiatiques.